# Рокитнянская Богоматерь
Рокитнянская Богоматерь (пол. Matka Boża Rokitniańska), или Богоматерь Рокитнянская «Терпеливая Слушательница» (пол. Matka Boża Rokitniańska Cierpliwie Słuchająca) — почитаемая чудотворной икона Богородицы в селе Рокитно в Зелёнагурской — Гожувской епархии католической церкви в Польше. Образ находится в алтаре базилики Богоматери Рокитнянской, который с XX века является санктуарием Пресвятой Девы Марии.

## Иконография
Образ был написан в начале XVI века неизвестным по имени мастером нидерландской живописной школы. Представляет собой погрудное изображение Девы Марии на липовой доске размером 40 см высотой и 27 см шириной покрытой сусальным золотом. Голова Богоматери окружена ореолом, выдолбленным в дереве. Отдельным элементом изображения является правое ухо Девы Марии, объясняющее название образа «Терпеливая Слушательница» и символизирующее внимание Богоматери к просьбам, обращающихся к ней людей. Вероятно, образ является фрагментом более крупного полотна.

## История почитания
Вначале образ находился в Куявии, где им владела семья Ставицких. После им владел канцлер великий коронный Вацлав Лещинский. Затем он был преподнесён в дар настоятелю аббатства цистерцианцев в Бледзеве, где вскоре прославился многочисленными чудесами. В 1669 году образ перенесли в Рокитно. 4 марта 1670 года познанский епископ Стефан Вержбовский назначил специальную комиссию, целью которой было установление подлинности чудес.
В 1670—1671 годах образ находился в капелле Королевского замка в Варшаве. Король и великий князь Михаил Корибут Вишневецкий взял его с собой в Люблин, где заключил мирный договор. В благодарность он даровал образу изображения королевской короны и ордена белого орла с надписью «Дай, Господь, мир нашим дням».  По этой причине образ стал символом польского народа во время оккупации Речи Посполитой сопредельными государствами. В Рокитно его вернул аббат Ян Опалиньский 24 ноября 1671 года.
15 августа 1946 года образ был перенесён в Гожув-Велькопольски, во время посвящения Гожувской епархии Непорочному Сердцу Девы Марии. Торжественную процессию возглавил апостольский администратор Эдмунд Новицкий.
По просьбе епископа Вильхельма Плюты римский папа Павел VI провозгласил Рокитнянскую Богоматерь главной покровительницей Гожувской епархии, назначив ей торжество на 15 августа.
18 июня 1989 года примас Польши, кардинал Йозеф Глемп, в присутствии ста двадцати тысяч паломников, короновал образ Рокитнянской Богоматери папскими коронами. Ранее, 22 апреля того же года римский папа Иоанн Павел II освятил эти золотые короны. 2 июня 1997 года перед образом Рокитнянской Богоматери римский папа Иоанна Павла II служил мессу в Гожуве-Великопольски во время своего шестого апостольского визита в Польшу.
24 апреля 2017 по просьбе епископа Тадеуша Литыньского Конгрегация богослужения и дисциплины таинств  перенесла торжество Рокитнянской Богоматери на 18 июня.